# 富士市立田子浦中学校
富士市立田子浦中学校（ふじしりつ たごうらちゅうがっこう）は、静岡県富士市中丸にある公立中学校。
略称は「田子浦」または「田子中」

## 概要
上記にもある通り、「田子中（たごちゅう）」と呼ばれる。田子浦小学校の卒業生が入学する。富士市内で一つの小学校からしか生徒が入学しない中学校は、田子浦中学校と元吉原中学校の2校のみである。校舎は4階建てであり、津波避難ビルに指定されている。3、4階の教室からは海岸線が一望できる。部活動では、陸上部が2007年の全日本中学校陸上競技選手権大会で第5位に入賞した。

## 沿革
- 1947年 - 新学校制度により、田子浦村立田子浦中学校として創立。富士郡田子浦村柳島316番地に設置。
- 1950年 - 校舎落成。
- 1954年3月31日 -  富士町・田子浦村・岩松村合併により、富士市立田子浦中学校へ改称。
- 1973年6月15日 - 新校舎へ新築移転。跡地には、柳島公園が建設された。
- 1978年4月1日 - 富士市立富士南小学校の開設に伴い、宮島・五貫島が、富士南中学校区に移行した。

## 校訓
- 美に挑む

## 生徒会活動
- 給食委員会
- 健康委員会
- 図書委員会
- 放送委員会
- 応援委員会
- 環境委員会
- 代議委員会

## 部活動
- 運動系部活動
  - サッカー部
  - 野球部
  - 陸上部
  - 女子ソフトボール部
  - 女子バレーボール部
  - 男子バレーボール部
  - 女子バスケットボール部
  - 男子バスケットボール部
  - 女子ソフトテニス部
  - 男子ソフトテニス部
  - 卓球部
  - 剣道部
- 文化系部活動
  - 美術部
  - 吹奏楽部
  - 園芸部

## 指定避難所
柳島、柳島日東、川成島、助六、新浜、中丸浜、下川成、東宮島、宮島新田

## 学校周辺
- 富士市役所田子浦まちづくりセンター
- 富士市立田子浦小学校
- イオンタウン富士南
- 田子の浦港
- 国道1号

## 交通
- JR東海道新幹線新富士駅から車で5分
- 東名高速道路富士インターチェンジから車で10分。

## 関係者

### 出身者
- 渡部陽一（戦場カメラマン）
- 小野隆洋（トロンボーン演奏家）